# Please Come Back, Mister
Please Come Back, Mister (hangul: 돌아와요 아저씨; rr: Dorawayo Ajeossi) é uma telenovela sul-coreana exibida pela SBS de 24 de fevereiro a 14 de abril de 2016, com um total de dezesseis episódios. É estrelada por Rain, Oh Yeon-seo, Kim In-kwon, Kim Su-ro, Lee Min-jung, Lee Ha-nui, Choi Won-young e Yoon Park. Seu enredo é baseado no romance japonês Mr. Tsubakiyama's Seven Days de Jiro Asada, e refere-se a dois homens que morrem tragicamente, mais que conseguem voltar as suas antigas vidas através do corpo de outra pessoa.

## Enredo
Kim Young-soo (Kim In-kwon) é o chefe de seção de roupas femininas da loja de departamentos Sunjin. Ele e sua esposa Shin Da-hye (Lee Min-jung), se desentendem devido as longas horas de trabalho e de horas extras que ele realiza. Durante uma dessas horas extras, ele se acidenta e morre.
Han Gi-tak (Kim Su-ro) é um ex-gângster que administra um restaurante. Ele é apaixonado pela atriz Song Yi-yeon (Lee Ha-nui) por muitos anos e é usado por seu ex-marido Cha Jae-gook (Choi Won-young), para produzir um escândalo. Quando Han descobre tal fato, ele morre em um acidente. Young-soo e Gi-tak chegam juntos a vida após a morte, e conseguem receber dois meses para retornarem à vida em novos corpos: Young-soo como Lee Hae-joon (Rain) e Gi-tak como Han Hong-nan (Oh Yeon-seo). Entretanto, ambos devem cumprir três regras:
1. Não revelar suas verdadeiras identidades.
2. É proibido fazer vingança.
3. Não se envolver em assuntos humanos.
Se alguma dessas regras for quebrada, o fato de que algum deles existiu será apagado.

### Epílogo
Um epílogo foi exibido nos episódios 3, 4, 7, 9, 10, 11, 12, 14 e 15, e retrata a vida do verdadeiro Lee Hae-joon e de seu piloto, após a queda do avião em que estavam e que os leva a uma ilha isolada.

## Elenco

### Principal
- Rain como Lee Hae-joon / Kim Young-soo

Kim Young-soo utiliza o mesmo corpo de Lee Hae-joon, um homem jovem e bonito.
- Oh Yeon-seo como Han Hong-nan / Han Gi-tak

Han Gi-tak utiliza o mesmo corpo de Han Hong-nan uma mulher jovem e bonita.
- Kim In-kwon como Kim Young-soo

Marido de Shin Da-hye. Um gerente assistente da seção de roupas femininas da loja de departamento Sunjin. Após morrer, retorna com a aparência de Lee Hae-joon.
- Kim Su-ro como Han Gi-tak
  - Kwak Dong-yeon como Han Gi-tak jovem

Um ex-gângster que possui um restaurante e é apaixonado pela atriz Song Yi-yeon. Após morrer, retorna como Han Hong-nan.
- Lee Min-jung como Shin Da-hye

Esposa de Kim Young-soo e ex-namorada de Jung Ji-hoon. Após a morte do marido passa a trabalhar na loja de departamentos Sunjin.
- Lee Ha-nui como Song Yi-yeon
  - Ji Ha-yoon como Song Yi-yeon jovem

Uma atriz famosa que entra em um escândalo e é o interesse amoroso de Han Gi-tak.
- Yoon Park como Jung Ji-hoon

Ex-namorado de Shin Da-hye, que é promovido a gerente assistente após a morte de Young-soo.
- Choi Won-young como Cha Jae-gook

O Presidente da loja de departamento Sunjin e ex-marido de Song Yi-yeon.
- Lee Tae-hwan como Choi Seung-jae

Amigo de Han Gi-tak e guarda-costas de Song Yi-yeon.

### Estendido
- Park In-hwan como Kim Noh-gap, pai de Kim Young-soo
- Lee Re como Kim Han-na, filha de Kim young-soo e Shin Da-hye.
- Oh Dae-hwan como Na Suk-chul
- Kang Ki-young como Jegal Gil
- Ra Mi-ran como Maya, funcionária que controla a estadia na terra de  Kim Young-soo e Han Hong-nan.
- Yoon Joo-sang como chefe do centro de reviver.
- Go In-bum como Jang Jin-goo
- Ahn Suk-hwan como Cha Hee-jang
- Oh Na-ra como Secretária Wang
- Park Min-woo como Yoo Hyuk
- Ryu Hwa-young como Wang Joo-yeon
- Lee Moon-sik como Piloto
- Park Chul-min como Ma Sang-sik

## Trilha sonora
1. Again - Noel
2. Feel Alive - Topp Dogg
3. Moon Light -	Son Hoyoung
4. Because It's Love - Ailee
5. Close My Eyes	- Lee Hyun
6. Sadness of Love - Na Yoon Kwon
7. Back Then - Hojoon (Topp Dogg)
8. X-Out - Ryu Ji Hyun
9. You - Sang Do & Ho Joon (Topp Dogg)

## Recepção
Na tabela abaixo, os números azuis representam as audiências mais baixas e os números vermelhos representam as audiências mais elevadas.
| Episódio | Data de transmissão     | Audiência média | Audiência média              | Audiência média | Audiência média              |
| Episódio | Data de transmissão     | TNmS Ratings    | TNmS Ratings                 | AGB Nielsen     | AGB Nielsen                  |
| Episódio | Data de transmissão     | Em todo o país  | Região Metropolitana de Seul | Em todo o país  | Região Metropolitana de Seul |
| -------- | ----------------------- | --------------- | ---------------------------- | --------------- | ---------------------------- |
| 1        | 24 de fevereiro de 2016 | 8.0%            | 10.5%                        | 6.6%            | 7.6%                         |
| 2        | 25 de fevereiro de 2016 | 9.0%            | 11.4%                        | 7.6%            | 8.9%                         |
| 3        | 2 de março de 2016      | 6.2%            | 8.0%                         | 5.2%            | 6.0%                         |
| 4        | 3 de março de 2016      | 6.9%            | 7.8%                         | 5.5%            | 6.1%                         |
| 5        | 9 de março de 2016      | 5.2%            | 5.7%                         | 5.2%            | 5.7%                         |
| 6        | 10 de março de 2016     | 5.9%            | 6.4%                         | 5.4%            | 5.9%                         |
| 7        | 16 de março de 2016     | 3.9%            | 4.5%                         | 4.0%            | 4.2%                         |
| 8        | 17 de março de 2016     | 4.7%            | 6.4%                         | 4.0%            | 4.2%                         |
| 9        | 23 de março de 2016     | 3.1%            | 3.8%                         | 3.5%            | 3.8%                         |
| 10       | 24 de março de 2016     | 3.6%            | 4.4%                         | 4.1%            | 4.4%                         |
| 11       | 30 de março de 2016     | 2.3%            | 2.8%                         | 3.3%            | 3.6%                         |
| 12       | 31 de março de 2016     | 3.7%            | 3.9%                         | 3.8%            | 4.0%                         |
| 13       | 6 de abril de 2016      | 2.6%            | 2.7%                         | 2.8%            | 2.9%                         |
| 14       | 7 de abril de 2016      | 3.6%            | 4.4%                         | 3.2%            | 3.0%                         |
| 15       | 14 de abril de 2016     | 4.5%            | 4.8%                         | 4.6%            | 4.9%                         |
| 16       | 14 de abril de 2016     | 3.1%            | 3.3%                         | 2.6%            | 2.4%                         |
| Média    | Média                   | 4.8%            | 5.6%                         | 4.5%            | 4.9%                         |

## Transmissão internacional
- Foi exibido no canal de televisão a cabo One na Malásia, Singapura e Indonésia com legendas, após 24 horas da exibição original sul-coreana pela SBS. Também foi exibida na Indonésia através da Rajawali Television (RTV).
- Foi ao ar no Vietnã pela emissora HTV3 em novembro de 2016.
- Sua exibição nos Estados Unidos, ocorreu pela emissora asiática-americana LA 18 KSCI-TV com legendas em língua inglesa em março de 2016.

## Prêmios e indicações
| Ano  | Prêmio           | Categoria                                              | Beneficiário | Resultado |
| ---- | ---------------- | ------------------------------------------------------ | ------------ | --------- |
| 2016 | APAN Star Awards | Melhor Atriz Coadjuvante                               | Oh Yeon-seo  | Indicado  |
| 2016 | SBS Drama Awards | Prêmio de Excelência, Ator em Drama de Fantasia        | Kim In-kwon  | Indicado  |
| 2016 | SBS Drama Awards | Prêmio de Excelência, Atriz em Drama de Fantasia       | Oh Yeon-seo  | Venceu    |
| 2016 | SBS Drama Awards | Prêmio de Atuação Especial, Ator em Drama de Fantasia  | Yoon Park    | Indicado  |
| 2016 | SBS Drama Awards | Prêmio de Atuação Especial, Atriz em Drama de Fantasia | Lee Ha-nui   | Indicado  |
| 2016 | SBS Drama Awards | Prêmio de Atuação Especial, Atriz em Drama de Fantasia | Ra Mi-ran    | Indicado  |
| 2016 | SBS Drama Awards | Prêmio da Academia Ídolo – Melhor Eating               | Oh Yeon-seo  | Indicado  |